# Łopian (Lubliniec)
Łopian – dzielnica Lublińca znajdująca się w południowo-wschodniej części miasta. Dzielnica zwana jest także Górą Łopian. Znajdują się na niej dwie leśniczówki oraz zabytkowy pałacyk z zabudowaniami gospodarczymi. O dzielnicę zahaczają linie kolejowe Lubliniec - Katowice oraz Lubliniec - Gliwice.